# Stan Albeck
Pour les articles homonymes, voir Albeck.
Stan Albeck, né le 17 mai 1931 à Chenoa en Illinois et mort le 25 mars 2021, est un joueur et entraîneur américain de basket-ball. Il évoluait au poste d'arrière.

## Biographie
Le 23 décembre 2001, 30 minutes avant le début du match opposant les Raptors de Toronto (dont il est alors l'entraîneur adjoint) au Heat de Miami, il est victime d'un AVC débilitant dans les vestiaires, qui mettra fin à sa carrière et le paralysera partiellement pour le restant de ses jours,,.    

### Mort
Le 14 mars 2021, il est à nouveau victime d'un AVC,,.  
Le 25 mars 2021, il meurt à l'âge de 89 ans après avoir passé les derniers jours de sa vie en soins palliatifs dans la maison de son fils,,. 

## Palmarès
- Entraîneur de l'année de la Missouri Valley Conference 1988